# Магрупов, Фарход Асадуллаевич
Фарход Асадуллаевич Магрупов (1944—2020) — узбекский химик-технолог. Ректор Ташкентского химико-технологического института (1991—1992).

## Биография
Родился 11 января 1944 года в семье известного ученого-медика А. И. Магрупова. Учился на химико-технологическом факультете Ташкентского политехнического института. В 1966 году окончил институт с отличием, после чего поступил там же в аспирантуру (кафедра «Технология пластмасс»). В 1970 году окончил аспирантуру, защитив диссертацию.
С 1970 года прошёл путь от ассистента до профессора Ташкентского политехнического института, заведовал кафедрой. В 1982 году защитил докторскую диссертацию на тему «Закономерности и свойства образования гидроксизащитных фурановых полимеров».
В 1990—1991 годах был заведующим отделом «Научные исследования и подготовка научно-педагогических кадров» Министерства высшего и среднего специального образования Узбекистана.
В 1991—1992 годах был ректором только что созданного Ташкентского химико-технологического института, позднее заведовал кафедрой.
В качестве ученого внёс существенный вклад в теорию и технологию термореактивных полимеров, открыв новый механизм образования и связывания гидроксилсодержащих олигомеров и полимеров фурана.
Вёл активную педагогическую деятельность, в частности под руководством Магрупова подготовлено 3 доктора наук и 20 кандидатов наук. Кроме того, под его руководством получен патент «Способ получения ненасыщенных полиэфиров», который был отмечен дипломом III степени в 2011 году в номинации «За лучшее изобретение». В 1992—1995 годах был учёным секретарем экспертного совета «Химия и пищевая технология» ВАК РУз, в 1995—2000 годы — председателем совета. С 1982 года — член, председатель специализированного учёного совета по защите докторских диссертаций.
Был автором 2 учебников и более 30 учебных пособий, более 350 научных статей, более 50 патентов и авторских свидетельств.
Созданный на основе его научных работ учебник для магистров «Особенности химии и технологии фурановых полимеров» нашел свое место в учебном процессе.
После отхода от активной преподавательской деятельности — председатель совета ветеранов Ташкентского химико-технологического института.
Скончался 10 августа 2020 года.